# 馬柴厄斯 (緬因州普查規定居民點)
馬柴厄斯（英語：Machias）是位於美國緬因州華盛頓縣的一個普查規定居民點。

## 人口
根據2020年美國人口普查的數據，馬柴厄斯的面積為7.38平方千米，當中陸地面積為6.99平方千米，而水域面積為0.38平方千米。當地共有人口1457人，而人口密度為每平方千米197.43人。